# Brazilië op de Olympische Zomerspelen 1952
Brazilië nam deel aan de Olympische Zomerspelen 1952 in Helsinki, Finland. Voor het eerst sinds 1920 werd weer goud gewonnen.

## Medailles
| Sport    | Olympiër          | Discipline             | Medaille |
| -------- | ----------------- | ---------------------- | -------- |
| Atletiek | Adhemar da Silva  | hink-stap-springen (m) | Goud     |
| Atletiek | José da Conceição | hoogspringen (m)       | Brons    |
| Zwemmen  | Tetsuo Okamoto    | 1500m vrije slag (m)   | Brons    |

## Resultaten en deelnemers

### Atletiek
| Olympiër                  | Discipline               | Resultaat | Prestatie                                                      |
| ------------------------- | ------------------------ | --------- | -------------------------------------------------------------- |
| Argemiro Roque            | 400m (m)                 | 28e       | serie 12: 3e in 49,05                                          |
| Argemiro Roque            | 800m (m)                 | 28e       | serie 6: 5e in 1.54,1                                          |
| Wilson Carneiro           | 400m horden (m)          | 23e       | serie 7: 2e in 56,0 kwartfinale 2: 6e in 59,4                  |
| Geraldo de Oliveira       | verspringen (m)          | 23e       | kwalificatie groep B: 12e met 6,71m                            |
| Ary de Sá                 | verspringen (m)          | 4e        | kwalificatie groep A: 5e met 7,24m finale: 4e met 7,23m        |
| José da Conceição         | hink-stap-springen (m)   | 17e       | kwalificatie groep B: 9e met 14,46m                            |
| Adhemar da Silva          | hink-stap-springen (m)   | Goud      | kwalificatie groep A: 1e met 15,32m finale: 1e met 16,22m (WR) |
| Geraldo de Oliveira       | hink-stap-springen (m)   | 7e        | kwalificatie groep B: 5e met 14,64m finale: 7e met 14,95m      |
| José da Conceição         | hoogspringen (m)         | Brons     | kwalificatie groep B: 8e met 1,87m finale: 3e met 1,98m        |
| Hélcio da Silva           | polsstokhoogspringen (m) | 25e       | kwalificatie groep A: 11e met 3,60m                            |
|                           |                          |           |                                                                |
| Helena Cardoso de Menezes | 100m (v)                 | 32e       | serie 7: 4e in 12,5                                            |
| Deise Jurdelina de Castro | 200m (v)                 | 16e       | serie 2: 3e in 25,0                                            |
| Wanda dos Santos          | 80m horden (v)           | 9e        | serie 6: 2e in 11,3 halve finale 2: 5e in 11,4                 |
| Helena de Menezes         | verspringen (v)          | 24e       | kwalificatie groep A: 10e met 5,33m finale: 24e met 4,98m      |
| Wanda dos Santos          | verspringen (v)          | 21e       | kwalificatie groep A: 12e met 5,35m finale: 21e met 5,36m      |
| Deyse de Castro           | hoogspringen (v)         | 12e       | 1,50m                                                          |

### Basketbal
| Olympiër | Discipline | Resultaat | Prestatie |
| --- | ---------- | --------- | --- |
| Algodão Almir Angelim João Francisco Bráz Raymundo Carvalho Alfredo da Motta Ruy de Freitas Mayr Facci Sebastião Giménez Godinho Mário Jorge Thales Monteiro Zé Luiz | mannen     | 6e        | groep C: W van Canada: 57-55 W van Filipijnen: 71-52 V van Argentinië: 56-72 kwartfinale groep B: W van Chili: 75-44 V van Sovjet-Unie: 49-54 V van Verenigde Staten: 53-57 5-8e plek: W van Frankrijk: 59-44 5-6e plek: V van Chili: 49-58 |

| Groep C |            |             |             |             |            |            |            |        |
| №       | Land       | Wedstrijden | Wedstrijden | Wedstrijden | Doelpunten | Doelpunten | Doelpunten | Punten |
| №       | Land       | G           | W           | V           | V          | T          | Saldo      | Punten |
| 1       | Argentinië | 3           | 3           | 0           | 239        | 196        | +43        | 6      |
| 2       | Brazilië   | 3           | 2           | 1           | 184        | 179        | +5         | 5      |
| 3       | Filipijnen | 3           | 1           | 2           | 192        | 221        | -29        | 4      |
| 4       | Canada     | 3           | 0           | 3           | 201        | 220        | -19        | 3      |

| Ronde      | Plaats     | Land  | Score      | Land |
| ---------- | ---------- | ----- | ---------- | ---- |
| Groepsfase |            |       |            |      |
| Helsinki   | Brazilië   | 57-55 | Canada     |      |
| Helsinki   | Brazilië   | 71-52 | Filipijnen |      |
| Helsinki   | Argentinië | 72-56 | Brazilië   |      |

| Kwartfinale Groep B |                  |             |             |             |            |            |            |        |
| №                   | Land             | Wedstrijden | Wedstrijden | Wedstrijden | Doelpunten | Doelpunten | Doelpunten | Punten |
| №                   | Land             | G           | W           | V           | V          | T          | Saldo      | Punten |
| 1                   | Verenigde Staten | 3           | 3           | 0           | 246        | 166        | +80        | 6      |
| 2                   | Sovjet-Unie      | 3           | 2           | 1           | 190        | 195        | -5         | 5      |
| 3                   | Brazilië         | 3           | 1           | 2           | 177        | 155        | +22        | 4      |
| 4                   | Chili            | 3           | 0           | 3           | 159        | 256        | -97        | 3      |

| Ronde       | Plaats           | Land  | Score     | Land |
| ----------- | ---------------- | ----- | --------- | ---- |
| Kwartfinale |                  |       |           |      |
| Helsinki    | Brazilië         | 75-44 | Chili     |      |
| Helsinki    | Sovjet-Unie      | 54-49 | Brazilië  |      |
| Helsinki    | Verenigde Staten | 57-53 | Brazilië  |      |
| 5-8e plek   |                  |       |           |      |
| Helsinki    | Brazilië         | 59-44 | Frankrijk |      |
| 5-6e plek   |                  |       |           |      |
| Helsinki    | Chili            | 58-49 | Brazilië  |      |

### Boksen
| Olympiër                  | Discipline  | Resultaat | Prestatie                                                                                   |
| ------------------------- | ----------- | --------- | ------------------------------------------------------------------------------------------- |
| Pedro Galasso             | -57kg (m)   | 9e        | 1e ronde: W van JPN Ishimaru: 3-0 2e ronde: V van POL Drogosz: 0-3                          |
| Celestino Pinto           | -63,5kg (m) | 9e        | 1e ronde: vrij 2e ronde: V van VEN Carrizales: 1-2                                          |
| Alexandre Dib             | -67kg (m)   | 17e       | 1e ronde: V van DEN Jörgensen: technische knock-out                                         |
| Paulo de Jesus Cavalheiro | -71kg (m)   | 5e        | 1e ronde: vrij 2e ronde: W van SWE Danielsson: knock-out kwartfinale: V van URS Tisjin: 0-3 |
| Nelson de Paula Andrade   | -75kg (m)   | 9e        | 1e ronde: W van HUN Plachy: 2-1 2e ronde: V van ROU Tiţă: gediskwalificeerd                 |
| Lucio Grotone             | -81kg (m)   | 5e        | 1e ronde: vrij 2e ronde: W van NOR Lingås: 2-1 kwartfinale: V van ARG Pacenzo: 0-3          |

### Gewichtheffen
| Olympiër             | Discipline  | Resultaat | Prestatie                                                                             |
| -------------------- | ----------- | --------- | ------------------------------------------------------------------------------------- |
| Silvino Robin        | -82,5kg (m) | 16e       | drukken: 13e met 107,5kg trekken: 19e met 100kg stoten: 16e met 137,5kg totaal: 345kg |
| Bruno Barabani       | -90kg (m)   | 14e       | drukken: 19e met 97,5kg trekken: 8e met 112,5kg stoten: 9e met 145kg totaal: 355kg    |
| Valdemar de Silveira | +90kg (m)   | 12e       | drukken: 12e met 112,5kg trekken: 9e met 110kg stoten: 11e met 140kg totaal: 362,5kg  |

### Moderne vijfkamp
| Olympiër                                        | Discipline | Resultaat | Prestatie |
| ----------------------------------------------- | ---------- | --------- | --- |
| Aloysio Borges                                  | mannen     | 21e       | paardensport: 30e met 83 punten schermen: 1e met 34 overwinningen schietsport: 39e met 165 punten zwemmen: 21e in 4.44,2 atletiek: 22e in 15.54,5 totaal: 113 punten    |
| Eduardo de Medeiros                             | mannen     | 10e       | paardensport: 23e met 96 punten schermen: 24e met 22 overwinningen schietsport: 5e met 187 punten zwemmen: 2e in 4.11,5 atletiek: 26e in 16.02,5 totaal: 80 punten      |
| Eric Marques                                    | mannen     | 29e       | paardensport: 44e met 28 punten schermen: 18e met 25 overwinningen schietsport: 30e met 173 punten zwemmen: 15e in 4.35,6 atletiek: 28e in 16.03,7 totaal: 135 punten   |
| Aloysio Borges Eduardo de Medeiros Eric Marques | team (m)   | 6e        | paardensport: 11e met 94 punten schermen: 3e met 42 overwinningen schietsport: 9e met 70 punten zwemmen: 3e met 34 punten atletiek: 9e met 73 punten totaal: 313 punten |

### Paardensport
| Olympiër                                          | Discipline  | Resultaat | Prestatie                                                                                   |
| Eventing                                          | Eventing    | Eventing  | Eventing                                                                                    |
| ------------------------------------------------- | ----------- | --------- | ------------------------------------------------------------------------------------------- |
| Pericles Cavalcanti                               | individueel | DNF       | dressuur: 52e met 175,50 strafpunten crosscountry: gediskwalificeerd                        |
| Springconcours                                    |             |           |                                                                                             |
| Eloy de Menezes                                   | individueel | 4e        | 1e ronde: 2e met 4 strafpunten 2e ronde: 4e met 4 strafpunten totaal: 8 strafpunten         |
| Alvaro de Toledo                                  | individueel | 31e       | 1e ronde: 21e met 12 strafpunten 2e ronde: 33e met 16 strafpunten totaal: 28 strafpunten    |
| Renyldo Ferreira                                  | individueel | 23e       | 1e ronde: 32e met 12,5 strafpunten 2e ronde: 13e met 8 strafpunten totaal: 20,5 strafpunten |
| Eloy de Menezes Alvaro de Toledo Renyldo Ferreira | team        | 4e        | 1e ronde: 4e met 28,5 strafpunten 2e ronde: 5e met 28 strafpunten totaal: 56,5 strafpunten  |

### Roeien
| Olympiër                               | Discipline   | Resultaat | Prestatie                                                 |
| -------------------------------------- | ------------ | --------- | --------------------------------------------------------- |
| Francisco Furtado João Maio Harry Mosé | twee-met (m) | 11e       | serie 1: 4e in 8.19,0 1e ronde herkansingen: 3e in 8.05,5 |

### Schermen
| Olympiër                                                 | Discipline     | Resultaat | Prestatie                              |
| -------------------------------------------------------- | -------------- | --------- | -------------------------------------- |
| Darío Amaral                                             | degen (m)      | 45e       | 1e ronde groep 2: 5e                   |
| Walter de Paula                                          | degen (m)      | 59e       | 1e ronde groep 6: 6e                   |
| César Pekelman                                           | degen (m)      | 26e       | 1e ronde groep 3: 3e kwartfinale 1: 6e |
| Darío Amaral Walter de Paula César Pekelman Helio Vieira | degen team (m) | 19e       | 1e ronde groep 3: 3e (0-2)             |
| Etienne Molnar                                           | sabel (m)      | 42e       | 1e ronde groep 2: 5e                   |

### Schietsport
| Olympiër                | Discipline                  | Resultaat | Prestatie                       |
| ----------------------- | --------------------------- | --------- | ------------------------------- |
| Harvey Dias Villela     | 50m geweer 3 houdingen (m)  | 32e       | 1113 punten: (357-371-385)      |
| Severino Moreira        | 50m geweer 3 houdingen (m)  | 27e       | 1122 punten: (364-360-398)      |
| Harvey Dias Villela     | 50m geweer liggend (m)      | 8e        | 398 punten: (100-99-100-99)     |
| Severino Moreira        | 50m geweer liggend (m)      | 48e       | 385 punten: (97-96-97-95)       |
| Alberto Braga           | 300m geweer 3 houdingen (m) | 27e       | 962 punten: (288-321-353)       |
| Antônio Guimarães       | 300m geweer 3 houdingen (m) | 31e       | 932 punten: (281-309-342)       |
| Jorge de Oliveira       | 50m pistool (m)             | 19e       | 522 punten: (77-94-86-81-91-83) |
| Álvaro dos Santos Filho | 50m pistool (m)             | 33e       | 513 punten: (86-80-84-84-89-90) |
| Guilherme Cavalcanti    | 25m snelvuurpistool (m)     | 28e       | 547 punten: (273-274)           |
| Pedro Simão             | 25m snelvuurpistool (m)     | 38e       | 543 punten: (269-274)           |

### Schoonspringen
| Olympiër     | Discipline    | Resultaat | Prestatie                                                                        |
| ------------ | ------------- | --------- | -------------------------------------------------------------------------------- |
| Milton Busin | 3m plank (m)  | 9e        | voorronde: 8e met 67,97 punten finale: 6e met 87,94 punten totaal: 155,91 punten |
| Richard Arie | 10m toren (m) | 28e       | voorronde: 28e met 59,40 punten                                                  |

### Voetbal
| Olympiër | Discipline | Resultaat | Prestatie                                                                                        |
| --- | ---------- | --------- | ------------------------------------------------------------------------------------------------ |
| Adésio Alves Machado Carlos Alberto Milton Bororo Édson Campos Larry Pinto de Faria Evaristo de Macedo Jansen José Mauro Torres Humberto Tozzi Vavá Waldir Villa Zózimo | mannen     | 5e        | voorronde: W van Nederland: 5-1 1e ronde: W van Luxemburg: 2-1 kwartfinale: V van Duitsland: 2-4 |

### Waterpolo
| Olympiër | Discipline | Resultaat | Prestatie |
| --- | ---------- | --------- | --- |
| Claudino Castro Márvio dos Santos Lucio Figueirêdo João Havelange Douglas Lima Henrique Melmann Edson Peri Sérgio Rodrígues Leo Rossi Samuel Scheimberg Daniel Sili | mannen     | 13e       | kwalificatieronde: V van Spanje: 2-3 kwalificatieronde 2: W van Portugal: 6-2 groep D: 4e V van België: 1-3 V van Spanje: 4-6 V van Zuid-Afrika: 2-9 |

| Groep D |             |             |             |             |             |        |        |        |        |
| #       | Land        | Wedstrijden | Wedstrijden | Wedstrijden | Wedstrijden | Punten | Punten | Punten | Punten |
| #       | Land        | G           | W           | G           | V           | V      | T      | Saldo  | Punten |
| 1       | België      | 3           | 3           | 0           | 0           | 12     | 5      | +7     | 6      |
| 2       | Spanje      | 3           | 2           | 0           | 1           | 13     | 10     | +3     | 4      |
| 3       | Zuid-Afrika | 3           | 1           | 0           | 2           | 10     | 9      | +1     | 2      |
| 4       | Brazilië    | 3           | 0           | 0           | 3           | 7      | 18     | -11    | 0      |

| Ronde      | Datum    | Plaats      | Land | Score    | Land |
| ---------- | -------- | ----------- | ---- | -------- | ---- |
| Groepsfase |          |             |      |          |      |
| 27 juli    | Helsinki | België      | 3-1  | Brazilië |      |
| 28 juli    | Helsinki | Spanje      | 6-4  | Brazilië |      |
| 29 juli    | Helsinki | Zuid-Afrika | 9-2  | Brazilië |      |

### Zeilen
| Olympiër                                                | Discipline | Resultaat | Prestatie                          |
| ------------------------------------------------------- | ---------- | --------- | ---------------------------------- |
| Alfredo Jorge Ebling Bercht                             | finn       | 9e        | 3711 punten: (19-9-21-2-13-17-5)   |
| Tacariju de Paula Cid de Oliveira Nascimento            | star       | 12e       | 2350 punten: (11-4-13-19-12-15-15) |
| Francisco Antonio Wolfgang Edgard Richter Peter Mangels | dragon     | 7e        | 2884 punten: (12-4-11-6-10-4-15)   |

### Zwemmen
| Olympiër                                                            | Discipline            | Resultaat | Prestatie                                          |
| ------------------------------------------------------------------- | --------------------- | --------- | -------------------------------------------------- |
| Aram Boghossian                                                     | 100m vrije slag (m)   | 42e       | serie 6: 5e in 1.02,0                              |
| Haroldo Lara                                                        | 100m vrije slag (m)   | 34e       | serie 4: 5e in 1.01,2                              |
| Ricardo Esperard                                                    | 400m vrije slag (m)   | 36e       | serie 3: 6e in 5.09,5                              |
| Tetsuo Okamoto                                                      | 400m vrije slag (m)   | 11e       | serie 7: 1e in 4.46,1 halve finale 3: 4e in 4.46,2 |
| Sylvio dos Santos                                                   | 1500m vrije slag (m)  | 15e       | serie 1: 4e in 19.26,8                             |
| Tetsuo Okamoto                                                      | 1500m vrije slag (m)  | Brons     | serie 3: 1e in 19.05,6 finale: 3e in 18.51,3       |
| Ilo da Fonseca                                                      | 100m rugslag (m)      | 16e       | serie 5: 3e in 1.09,9                              |
| João Gonçalves Filho                                                | 100m rugslag (m)      | 11e       | serie 3: 3e in 1.09,7 halve finale 2: 6e in 1.09,7 |
| Fernando Pavan                                                      | 100m rugslag (m)      | 13e       | serie 4: 3e in 1.09,1 halve finale 1: 6e in 1.10,2 |
| Adhemar Grijó Filho                                                 | 200m schoolslag (m)   | 29e       | serie 5: 4e in 2.47,6                              |
| Octavio Mobiglia                                                    | 200m schoolslag (m)   | 23e       | serie 3: 5e in 2.46,1                              |
| Aram Boghossian Sylvio dos Santos João Gonçalves Filho Haroldo Lara | 4x200m vrije slag (m) | 11e       | serie 2: 4e in 9.09,0                              |
|                                                                     |                       |           |                                                    |
| Piedade Coutinho-Tavares                                            | 400m vrije slag (v)   | 13e       | serie 5: 3e in 5.26,9 halve finale 1: 7e in 5.28,5 |
| Edith de Oliveira                                                   | 100m rugslag (v)      | 13e       | serie 2: 4e in 1.20,0                              |

Argentinië · Australië · Bahama's · België · Bermuda · Birma · Brazilië · Brits-Guiana · Bulgarije · Canada · Ceylon · Chili · China · Cuba · Denemarken · Duitsland · Egypte · Filipijnen · Finland · Frankrijk · Goudkust · Griekenland · Groot-Brittannië · Guatemala · Hongarije · Hongkong · Ierland · IJsland · India · Indonesië · Iran · Israël · Italië · Jamaica · Japan · Joegoslavië · Libanon · Liechtenstein · Luxemburg · Mexico · Monaco · Nederland · Nederlandse Antillen · Nieuw-Zeeland · Nigeria · Noorwegen · Oostenrijk · Pakistan · Panama · Polen · Portugal · Puerto Rico · Roemenië · Saarland · Singapore ·  Sovjet-Unie · Spanje · Thailand · Trinidad en Tobago · Tsjecho-Slowakije · Turkije · Uruguay · Venezuela · Verenigde Staten · Vietnam · Zuid-Afrika · Zuid-Korea · Zweden · Zwitserland